# Лос-Моларес
Лос-Моларес (ісп. Los Molares) — муніципалітет в Іспанії, у складі автономної спільноти Андалусія, у провінції Севілья. Населення — 3310 осіб (2010).
Муніципалітет розташований на відстані близько 400 км на південний захід від Мадрида, 35 км на південний схід від Севільї.

## Демографія
Динаміка населення (INE ):

## Галерея зображень

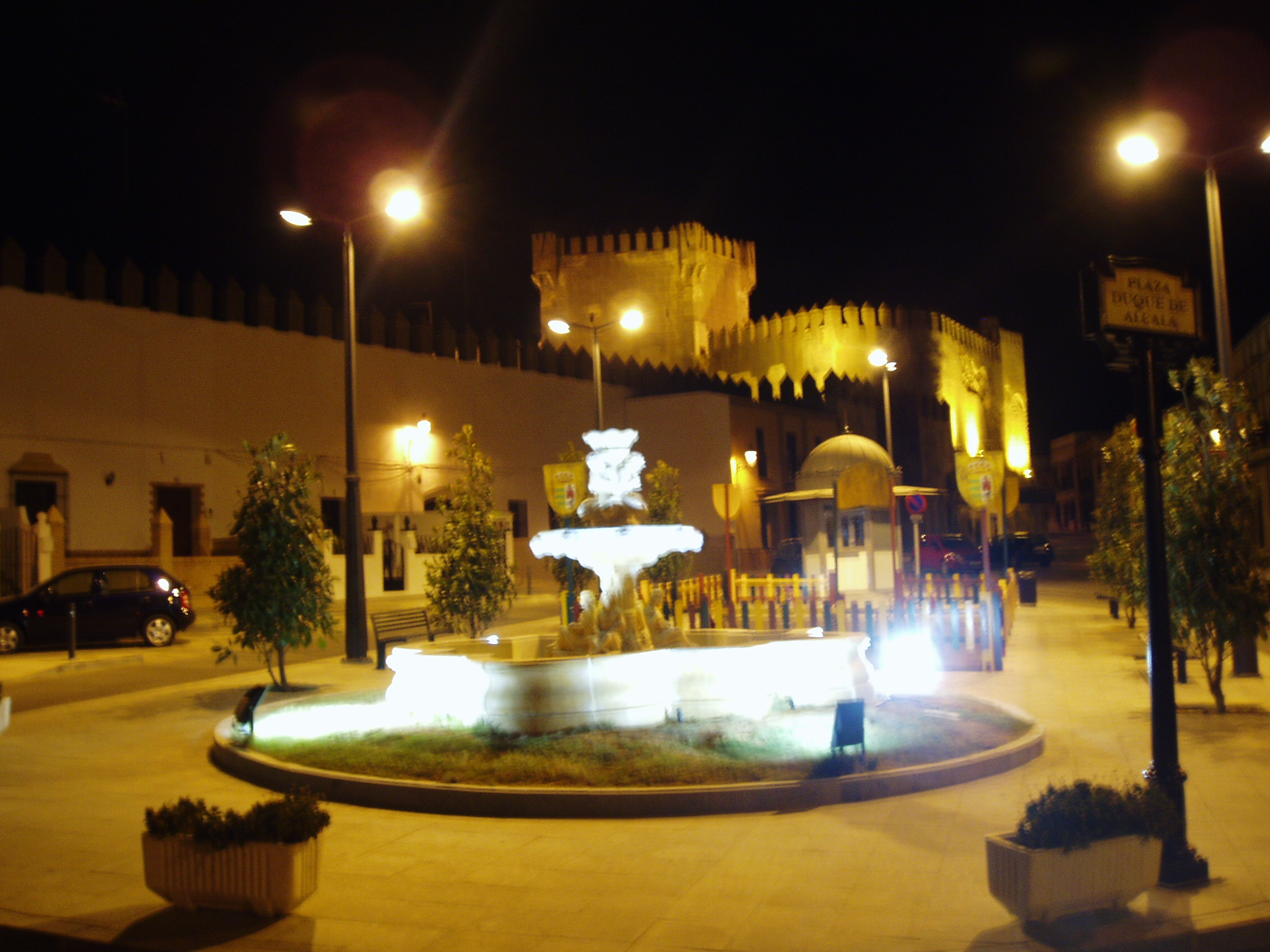
Лос-Моралес